# François Gardier
Pour les articles homonymes, voir Gardier.
François Gardier, né le 27 mars 1903 à Ayeneux et mort le 15 février 1971 à Seraing, est un coureur cycliste belge. Il est professionnel de 1928 à 1937.

## Palmarès
- 1927
  - Tour de Belgique indépendants
    - Classement général
    - 5e, 7e et 8e étape

  - Bruxelles-Luxembourg-Mondorf
- 1930
  - 3e de Liège-Bastogne-Liège
- 1932
  - Bruxelles-Oupeye
- 1933
  - Liège-Bastogne-Liège
  - 2e de Bruxelles-Ayeneux
  - 3e du Tour d'Hesbaye
- 1934
  - Tour de Belgique
  - 2e  de Bruxelles-Jupille
- 1935
  - Grand Prix de la Famenne
- 1936
  - Landen-Oupeye
  - 3e de Landen-Bierset

## Résultats sur les grands tours

### Tour d'Espagne
1 participation
- 1935 : abandon (4e étape[1])